# خان‌کندی (نمین)
خان‌کندی روستایی است که در استان اردبیل، شهرستان نمین، بخش مرکزی، دهستان گرده قرار دارد.

## جمعیت
بر اساس سرشماری سال ۱۳۸۵ جمعیت این روستا ۲۷۸ نفر با ۵۸ خانوار بوده‌است.